# Dunama
Dunama (лат.) — род бабочек-хохлаток (Nystaleinae) из семейства Notodontidae. Северная и Южная Америка: встречаются от Мексики до Бразилии. Длина передних крыльев 10—22 мм (самки крупнее самцов). Цвет серо-коричневый. Все известные гусеницы рода Dunama (как правило, яркоокрашенные) питаются на растениях из класса Однодольные (из семейств банановые, марантовые, геликониевые, пальмовые), редкое явление для бабочек из семейства Notodontidae.

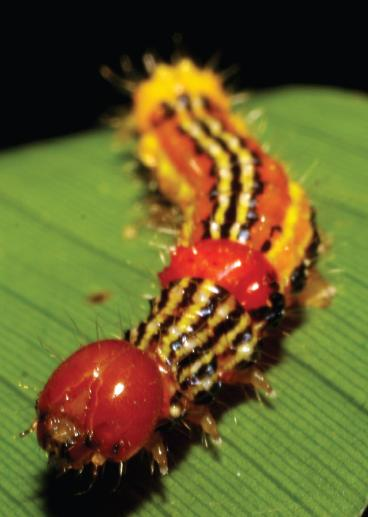
Гусеница Dunama jessiebarronae
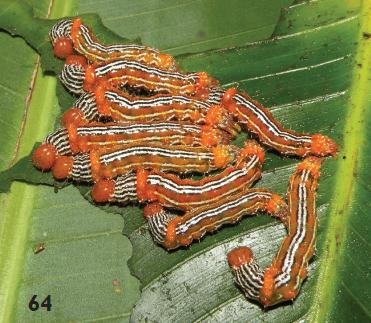
Гусеницы Dunama indereci

## Список видов
- Dunama angulinea Schaus, 1912
- Dunama biosise Chacón, 2013
- Dunama claricentrata (Dognin, 1916)
- Dunama indereci Chacón, 2013
- Dunama janecoxae Chacón, 2013
- Dunama janewaldronae Chacón, 2013
- Dunama jessiebancroftae Chacón, 2013
- Dunama jessiebarronae Chacón, 2013
- Dunama jessiehillae Chacón, 2013
- Dunama mattonii J.S. Miller, 2011
- Dunama mexicana Todd, 1976
- Dunama ravistriata Todd, 1976
- Dunama tuna (Schaus, 1901)